# Sömmerskornas fackförening
Sömmerskornas fackförening var en svensk fackförening för sömmerskor, grundad 1890.
Under denna tid var sömmerska ett traditionellt mycket vanligt yrke för kvinnor, men det fanns ingen organisation för sömmerskor, även om en välgörenhetsorganisation hade grundats för deras skydd några år tidigare. 
Skrädderiarbetareförbundet bildades 1889, men den accepterade endast herrskrädderiarbetare, det vill säga män. Förbundets titel "skräddare" syftade på just skräddare, som endast kunde vara män, och som tillverkade kläder för män, och historiskt hade det alltid dragits en skarp professionell gräns mellan skräddare och sömmerskor. 
Samtidigt började dock även kvinnor sy herrkläder. Sömmerskorna i Stockholm och Göteborg bildade därför egna föreningar, och dess följde under 1890-talet av många olika mindre fackföreningar för olika typer av sömmerskor. 
Sömmerskornas fackförening i Stockholm och Göteborg bad 1899 om att få bli upptagna i Skrädderiarbetareförbundet. De två förbunden upptogs inom Skrädderiarbetareförbundet 1900, men fortsatte arbeta separat. På Skrädderiarbetareförbundets kongress 1901 diskuterades om kvinnor skulle få bli medlemmar i förbundet. Svaret var att de skulle få bilda damskrädderiföreningar. Skräddare betraktade sedan gammalt från skrånas tid skrädderi och sömmerskors arbete som olika typer av arbete, och damskrädderi ansågs mindre kvalificerat än herrskrädderi; dessutom ville skräddarna inte att skrädderi skulle jämställas med "linnesömnad" som att sy skjortor, något som hade låg status. 
Sömmerskornas fackförening och de olika mindre fackföreningarna för kvinnor utgjorde grunden för medlemmarna i Kvinnornas Fackförbund, som bildades 1902. 